# Església llatina
L'Església llatina o d'Occident (llatí: Ecclesia Latina i a l'Anuari Pontifici: Chiesa Latina) és la més gran de les vint esglésies sui iuris integrants de l'Església catòlica. Està presidida pel bisbe de Roma, el Papa, i es regula pel Codi de Dret Canònic. Segueix la tradició litúrgica llatina, en la qual la forma ordinària de la missa és el ritu romà, celebrat en llengua vernacla a partir del 7 de març de 1965. Altres ritus i usos rituals, com el ritu ambrosià i el mossàrab, són també utilitzats.
Va sorgir a l'Imperi Romà d'Occident, on dominava el llatí. Es diferencia de les Esglésies Catòliques Orientals, les quals utilitzen alguna de les cinc tradicions litúrgiques orientals. Per tant, no tots els catòlics són de denominació llatina. En el primer mil·lenni, principalment, fou també coneguda com a Patriarcat d'Occident, però el papa Benet XVI abrogà aquest títol el 2006. Tot i que sol ser coneguda com a «Església de Roma», aquest nom s'aplica a la diòcesi de Roma.

## Distribució geogràfica
L'Església llatina, que es va desenvolupar inicialment a l'Europa occidental i Àfrica de nord, és present a totes les parts de món habitat. Així mateix les Esglésies orientals (siguin catòliques, ortodoxes, ortodoxes orientals o altres) que van tenir el seu origen en regions més a l'est, ja sia a dins o a fora d'l'Imperi Romà, ara tenen membres en gairebé tots els països.

## História

### Església primitiva

La Crucifixió de Sant Pere, de Caravaggio, el representa de cap per avall, d'acord amb la tradició

La tradició catòlica narra que l'Apòstol Pere va ser el primer bisbe de Roma, i al costat de l'apòstol Pau i els seus deixebles van fundar-hi una comunitat. L'arribada de Sant Pere a Roma encara que és un fet, però l'any de la seva arribada és incert. Algunes tradicions antiquíssimes diuen que va ser l'any 42, i altres la daten una mica després. Pere va acabar els seus dies a Roma, on va ser bisbe. Va morir martiritzat l'any 67 sota el mandat de Neró al Circ del Turó Vaticà. Fou sepultat a prop del lloc del seu martiri i allà, a principis de segle IV l'emperador Constantí I el Gran va fer-hi construir l'Antiga basílica de Sant Pere.
Climent Romà, en la seva carta als corintis, data la seva mort en l'època de les persecucions de Neró. L'Evangeli segons Joan suggereix, en el seu característic estil al·legòric, que Pere va ser crucificat.［Jn 21:18-19］ Alguns fan remuntar la redacció d'aquest Evangeli fins al segle II, per la qual cosa consideren el seu testimoni de menor rellevància. Pere d'Alexandria, que va ser bisbe d'aquesta ciutat i va morir al voltant del 311, va escriure un tractat anomenat Penitència, en què diu: «Pere, el primer dels apòstols, havent estat capturat sovint i gitat a la presó i tractat amb ignomínia, va ser finalment crucificat a Roma». Orígenes en el seu Comentari al llibre del Gènesi III, citat per Eusebi de Cesarea, diu que Pere va demanar ser crucificat cap per avall per no considerar-se digne de morir de la mateixa manera que Jesús. El mateix relata Jeroni d'Estridó en la seva obra Vides d'homes il·lustres.
Al segle iii, sant Sant Cebrià, bisbe de Cartago, parla d'una jerarquia monàrquica de set graus, en la qual la posició suprema l'ocupava el bisbe. En aquesta jerarquia el bisbe de Roma ocupava un lloc especial com a successor de sant Pere.
A més, el que el bisbe de Roma arribés a tenir una importància particularment gran, es va deure, segons alguns, a motius polítics: Roma fou la capital de l'Imperi romà fins que l'emperador Constantí I el Gran va fer de Constantinoble la nova capital, l'11 de maig del 330. Altres atribueixen aquesta importància al fet que el bisbe de Roma reclama ser el successor de Sant Pere, a qui, segons l'Evangeli de Lluc, Jesús li va dir:
| « | però jo he pregat per tu, perquè no defalleixi la teva fe. I tu, quan t'hauràs penedit, enforteix els teus germans ［Lc 22:32］ | » |

Més encara, cap a l'any 95, Climent de Roma (bisbe de l'Església de Roma entre 89 i 97) va escriure una carta a la comunitat cristiana de Corint per resoldre un problema intern, on suggeria la seva primacia sobre les Esglésies particulars. En efecte, havien sorgit aixecaments contra els preveres-episkopos a Corint i Climent, com a bisbe de l'Església de Roma, els va cridar a l'ordre i a l'obediència als seus respectius pastors, tot evocant el record dels apòstols Pere i Pau. Aquesta carta és la primera obra de la literatura cristiana, fora del Nou Testament, de la qual consta històricament el nom de l'autor, la situació i l'època en què es va escriure, i les paraules manifesten una duresa pròpia del llenguatge d'aquell que és conscient de la seva autoritat.
En el primer segle del cristianisme l'Església llatina es formava per les províncies occidentals de l'Imperi Romà, és a dir, per l'Europa d'influència llatina (Itàlia, Gàl·lia, Hispània, etc.) més la regió de l'Àfrica Proconsular (Àfrica del Nord amb excepció d'Egipte, que pertanyia a l'àrea d'influència grega
L'emperador Justinià I (527-565), quan va instituir el sistema eclesiàstic imperial de la Pentarquia, va traçar la frontera del bisbe de Roma a l'orient de Macedònia i Grècia, passat Creta, i fins a l'Àfrica a la frontera occidental d'Egipte. El territori que l'emperador assignava així al Patriarca d'Occident era molt menys vast del que es podria pensar, atès que l'Imperi tenia relativament poc en el seu poder. No obstant això, Roma, que no va acceptar la teoria de la Pentarquia i va privilegiar la idea de les tres seus episcopals petrines de Roma, Alexandria i Antioquia, era el punt de referència per als cristians de les noves nacions occidentals, a causa no solament a la conversió dels pobles germànics assentats a dins de les anteriors fronteres de l'Imperi, sinó també a una expansió missionera que va abraçar Irlanda i Germània, que mai pertanyeren a l'Imperi. L'emperador Lleó III Isàuric (717-741) va anul·lar gairebé totalment en el seu domini el poder del bisbe de Roma, i va transferir el sud d'Itàlia, Il·líria i Grècia de la jurisdicció papal a la del Patriarca de Constantinoble. Però, poc després, l'Imperi va quedar totalment exclòs de l'Oest i l'Església llatina sencera ja no tenia relació de dependència política de l'Imperi.

### Època medieval

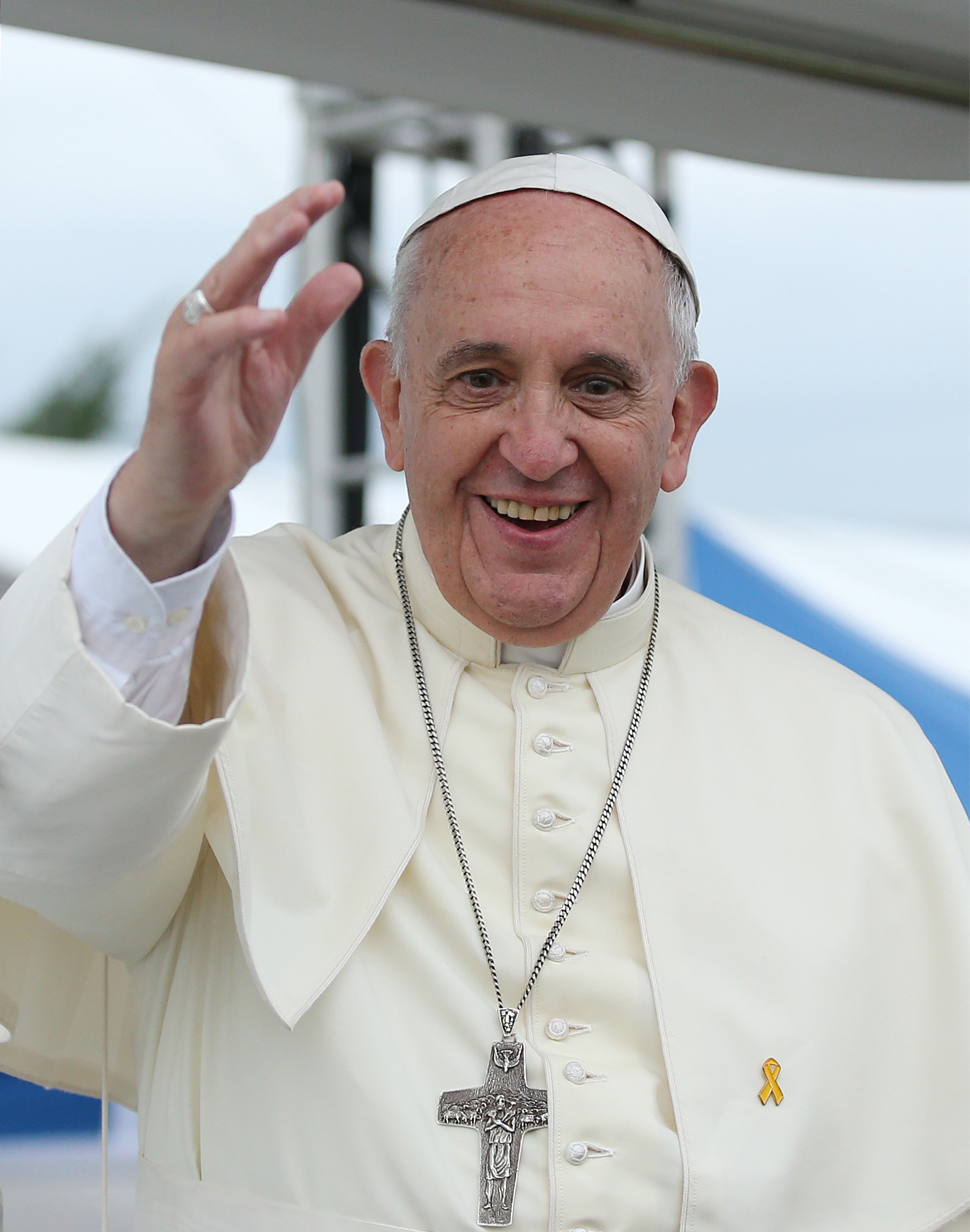
El Papa Francesc, actual bisbe de Roma i cap de l'Església llatina i universal

Amb la conquesta àrab va desaparèixer l'Església africana, molt important des del punt de vista demogràfic i cultural, que comptava amb nombrosos bisbes i alguns dels més importants pensadors cristians com Tertul·lià o Agustí d'Hipona, i l'Església llatina es reduí al territori europeu. El mateix va passar amb la conquesta àrab i turca a Orient, on ja abans havia sorgit una divisió entre l'Església que donava el Concili de Calcedònia de l'any 451 (i que per això es diu calcedoniana o ortodoxa) i la majoria dels cristians a Egipte i algunes altres parts, que el rebutjaven (les Esglésies ortodoxes orientals). Així, van quedar fortament reduïts els patriarcats ortodoxos de Alexandria, Antioquia i Jerusalem. Des de llavors, l'Orient cristià ortodox es va identificar pràcticament amb l'Església grega o bizantina, és a dir, el Patriarcat de Constantinoble i les esglésies nascudes com a fruit de la seva acció missionera, que li reconeixien una primacia de jurisdicció o almenys d'honor. A continuació va arribar el Gran Cisma entre aquesta cristiandat i l'Església llatina.

#### El Gran Cisma
Al Gran Cisma de 1054, es va donar la ruptura entre l'Església de Roma i l'Església de Constantinoble. Es mostraren a favor de Constantinoble els altres tres patriarcats orientals (els d'Alexandria, Antioquia i Jerusalem), però la seva ruptura definitiva amb el bisbe de Roma es va produir oficialment poc temps després de la de Constantinoble pels fets ocorreguts a les Croades. Aquests quatre patriarcats sense l'autoritat de Roma van conformar l'avui anomenada Església Ortodoxa, que compartia el mateix passat amb l'Església Catòlica fins al cisma que encara segueix vigent. No s'ha de confondre la ruptura dels Patriarcats Ortodoxos amb Roma, amb el cisma produït al segle v quan les esglésies no calcedòniques, per exemple el Patriarcat Copte d'Alexandria, trencaren amb Roma i els altres 4 patriarcats de l'antiga Pentarquia.
No totes les Esglésies orientals es van separar del bisbe de Roma: l'Església Maronita, en particular, afirma que mai no ha trencat els llaços. Encara avui els catòlics llatins a l'Orient Mitjà són molt menys nombrosos que els catòlics orientals, i existeix a Occident, en plena comunió amb Roma, una Església no llatina, la italoalbanesa.

#### Títol "Patriarca d'Occident"

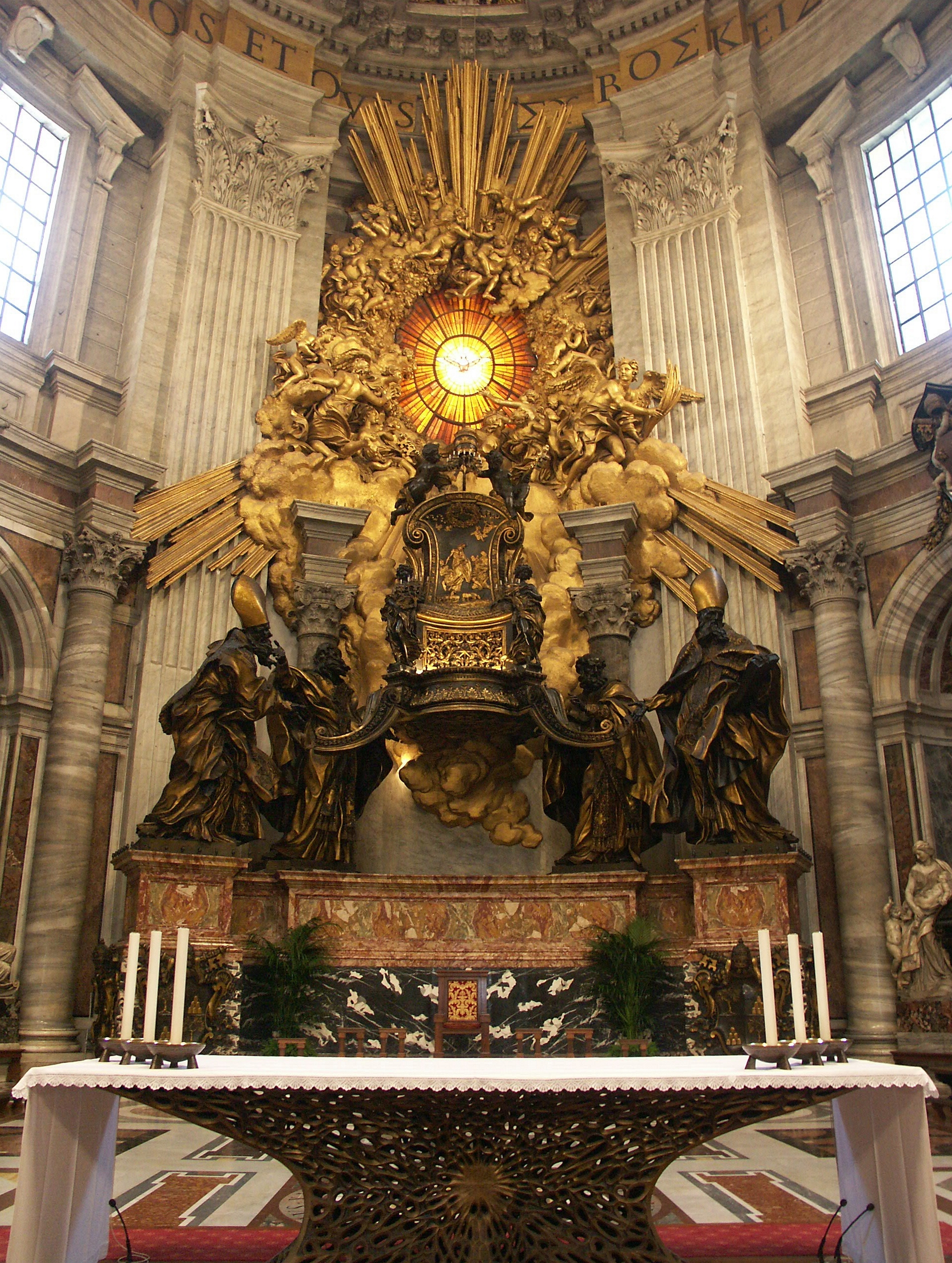
Càtedra de Sant Pere.

El títol de "Patriarca d'Occident" el va emprar l'any 642 el Papa Teodor I. Sense usar el títol de "Patriarca d'Occident", el Quart Concili de Constantinoble (869 - 870), el Concili del Laterà IV (1215) i el Concili de Florència (1439), van incloure el Papa com el primer dels cinc patriarques d'aleshores. Només va tornar a aparèixer als segles xvi i XVII, a causa que els títols de Papa es van multiplicar.

### Període modern
Després amb l'expansió missionera, sobretot des del segle xvi en endavant, l'Església llatina es va difondre a altres continents, de manera que va afegir a l'Europa occidental totes les noves terres ocupades per europeus occidentals, per formar l'enorme patriarcat llatí actual i compten a més amb dos patriarcats nominals: el de les Índies Orientals i el de les Índies Occidentals. En tot aquest vast territori el papa es va definir patriarca tant com per la seva posició com a cap visible de l'Església sencera.
Com que en el transcurs del segle xx el significat de el terme "Occident" es va emmarcar en un context cultural que no es refereix únicament a Europa Occidental, sinó que s'estén des Amèrica del Nord a Austràlia i Nova Zelanda, ocasionalment incloent a Amèrica Central i de l'Sud, per diferenciar-se d'aquesta manera d'altres contextos culturals, és obvi que aquest significat de el terme "Occident" no pot pretendre descriure un territori eclesiàstic, ni pot ser emprat com a definició d'un territori patriarcal. Si es vol donar a aquest terme un significat aplicable al llenguatge jurídic eclesial, es podria comprendre només amb referència a l'Església llatina. Per tant, el títol "Patriarca d'Occident" descriuria l'especial relació deL bisbe de Roma amb aquesta última, i podria expressar la jurisdicció particular de el bisbe de Roma per a l'Església llatina.
El títol papal de "Patriarca d'Occident" va aparèixer per primera vegada a l'Anuari Pontifici el 1863 i va ser suprimit a l'Anuari Pontifici de 2006.

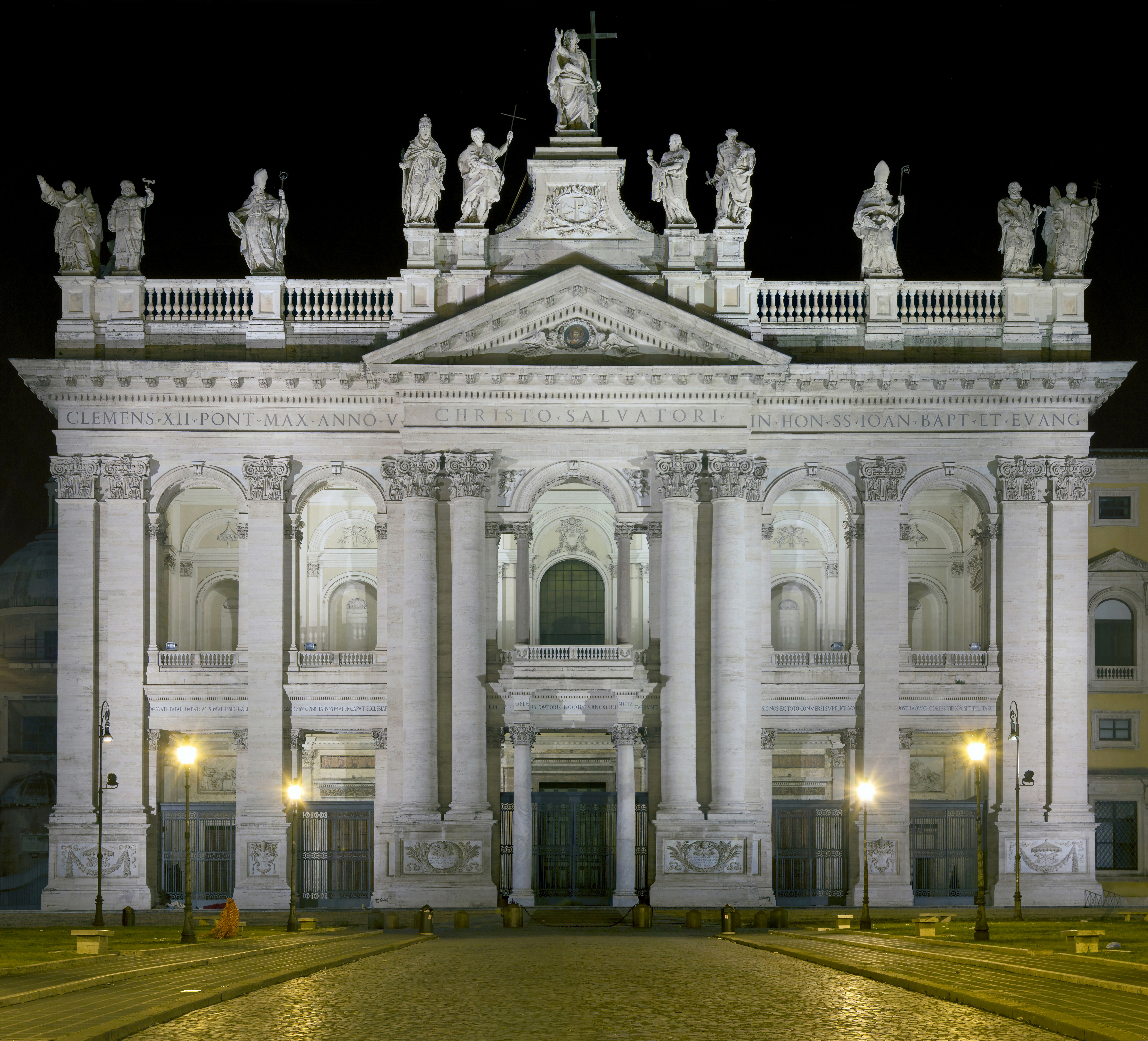
Arxibasílica de Sant Joan del Laterà, Catedral de Roma «Omnium Urbis et Orbis Ecclesiarum Mater et Caput» (Mare i Cap de totes les Esglésies de Roma i tota la Terra)

## Litúrgia
Mentre a les Esglésies orientals cadascun dels ritus litúrgics tendeix a identificar-se amb una Església ritual particular, marcades per diferències en l'ordre jeràrquic i disciplinar, a l'Església llatina aquests no constitueixen Esglésies diferents. y se usan o se usaban en distintas áreas geográficas o distintas familias religiosas que pertenecen todas a la única Iglesia latina.
En sentit litúrgic, no hi ha un sol ritu llatí, sinó una varietat de ritus litúrgics llatins. No obstant això, en ser el ritu romà el que practica la major quantitat de fidels a Occident, i al món en general, algunes vegades s'empren ambdós termes com si fossin sinònims.
El ritu romà va patir molts canvis. Tant és així que alguns consideren que el ritu romà original ja no subsisteix: el que ara hi seria una combinació de l'antic ritu amb addicions gal·licanes, que es va imposar en gairebé tota l'Església llatina després del Concili de Trento.
El ritu ambrosià és el ritu litúrgic ordinari en la major part de l'arxidiòcesi de Milà i en algunes parts de diòcesis properes al nord d'Itàlia ia Suïssa. El ritu mossàrab segueix celebrant-se actualment en molt pocs llocs i l'ús del ritu bracarense a l'arxidiòcesi de Braga és només facultatiu. Les comunitats religioses que tenien particulars ritus litúrgics medievals (els dominics, els carmelites, els cartoixans) els van abandonar en general després del Concili Vaticà II, però alguns individus o fins i tot comunitats continuen fent servir els antics ritus, com també queda permesa, segons les condicions indicades al motu proprio Summorum Pontificum del 7 de juliol de 2007 la forma del 1962 del ritu romà.
Altres ritus litúrgics llatins són ja extints, entre ells el ritu cèltic, l'africà i el gal·licà.Essencialment, aquest últim s'assembla als ritus orientals.
- Missa de ritu romà
- Capella mossàrab a Toledo, on cada dia se celebra el ritu mossàrab
- Catedral de Braga, arxidiòcesi on és facultatiu l'ús del ritu bracarense